# Сумозеро (озеро)
Сумо́зеро (устар. Сумо) — озеро Карелии на реке Сума. Располагается на территории Сумпосадского сельского поселения в юго-восточной части Беломорском районе.
Площадь зеркала 73,9 км², площадь бассейна 1662 км². Находится в слабозаселённой лесистой болотистой местности в северо-западной части кряжа Ветреный пояс.

## Описание
Котловина ледниково-тектонического происхождения.
По краям озера расположены крупные заливы. Преобладающие грунты дна озера — илистые отложения. Берега низкие, каменистые. Озеро замерзает в ноябре, вскрывается ото льда в мае. На озере 35 островов общей площадью 4,88 км².
Высшая водная растительность представлена тростником, осокой, хвощом. В озере обитают ряпушка, плотва, сиг, щука, лещ, окунь, ёрш, налим.
Река Сума впадает в залив на юге озера, вытекает из северного залива озера. В озеро также впадают реки Пенега, Ялмас, Енга, Родомецкая, Лебяжья.
На берегах озера расположены деревни Воренжа, Сумостров, Сумозеро, Ендогуба. В месте вытекания реки Сума вблизи озера находится посёлок Хвойный.
В 1963—1984 годах в 1,5 км ниже истока реки Сумы из озера, действовала лесосплавная плотина, уровень воды в озере был выше на 0,5 м.

## Панорама

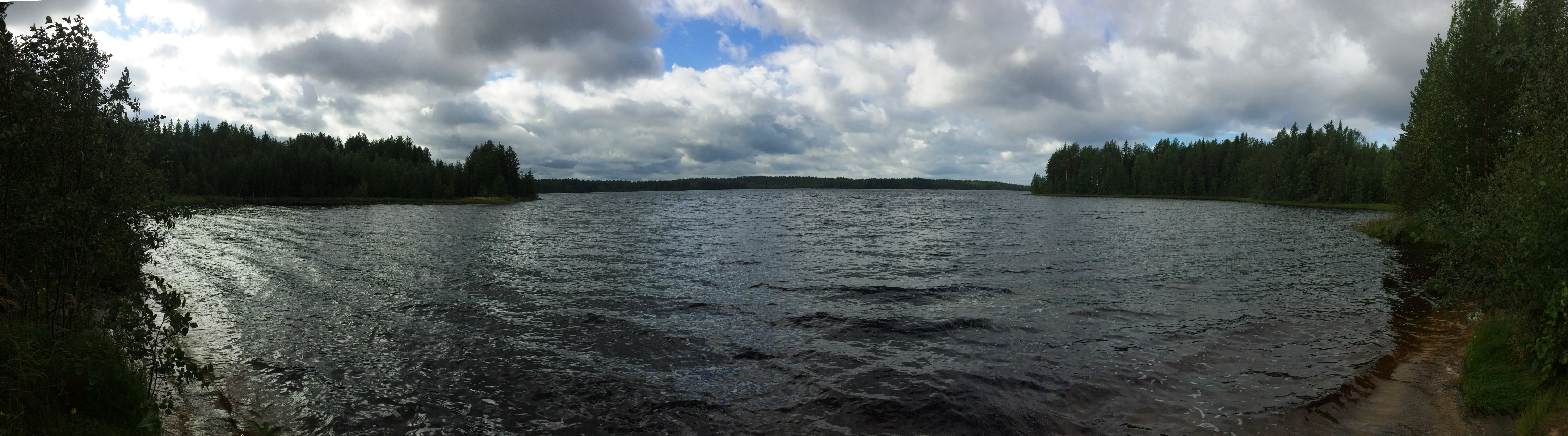
Панорама

## Комментарии
1. ↑  в Государственном водном реестре значится как водохранилище[3].